# Saison 2011-2012 du Raja Club Athletic
Maillots
Chronologie
Saison précédente Saison suivante
La saison 2011-2012 du Raja Club Athletic est la 63e de l'histoire du club depuis sa fondation le 20 mars 1949. Elle fait suite à la saison 2010-2011 qui a vu le Raja remporter le 10e championnat de son histoire. Bertrand Marchand commence sa première saison en tant qu'entraîneur du Raja CA.
Au titre de cette saison, le Raja CA est engagé dans trois compétitions officielles: Championnat, Coupe du Trône 2011 et Ligue des champions 2011.
Le meilleur buteur de la saison est Yassine Salhi avec 10 buts inscrits toutes compétitions confondues, tandis que le meilleur passeur est Hassan Tair avec 5 passes décisives.

## Avant-saison

### Matchs amicaux de préparation
Dans le cadre des matchs amicaux de préparations d'avant saison, le Raja est invité par le Racing de Casablanca avec son rival le Wydad de Casablanca comme chaque année depuis la création du tournoi en 1988 à participer à une sorte de compétition où deux groupes de trois équipes doivent s'affronter et les premiers des deux poules s’affrontent en finale. Il s'agit donc de la 24e édition de ce tournoi annuel qui a lieu chaque été avant le début du championnat.
Les verts entament le tournoi le 21 juillet 2011 par un nul face au club organisateur le Racing de Casablanca sur le score d'un but partout. C'est Ouhaki qui marque pour la formation rajaouie. Le lendemain, l'autre club du groupe qu'est le Maghreb de Fès réussit à battre les casablancais du Racing par deux buts à un. Ainsi une victoire du Raja lui permettrait de pouvoir se qualifier pour la finale car disposant d'un point, une victoire qui fait trois en totalisant le tout cela fera quatre alors que le Maghreb de Fès en a trois grâce à sa victoire mais une défaite lui aurait fait gagner aucun point. Mais le destin en a décidément autrement, les fassis éliminent le Raja sur le score de deux buts à zéro.
Le Raja doit donc affronter le second de la poule A pour déterminer le 3e du championnat le 24 juillet 2011. C'est l'Olympique de Khouribga qu'il affronte mais une défaite sur le score de deux buts à un le classe finalement 4e du groupe. Le Maghreb de Fès réussira à remporter la compétition au détriment du Wydad de Casablanca par un but à zéro.
| Dates      | Tours              | Adversaires    | Lieux des rencontres        | Scores    | Buts RCA          | Passeurs RCA       | Références |
| ---------- | ------------------ | -------------- | --------------------------- | --------- | ----------------- | ------------------ | ---------- |
| 21/07/2011 | Groupe B - Match 1 | RAC Casablanca | Stade Père-Jégo, Casablanca | 1(3)-(4)1 | Abdessamad Ouhaki |                    | 1-1        |
| 23/07/2011 | Groupe B - Match 3 | MAS Fès        | Stade Père-Jégo, Casablanca | 0-2       |                   |                    | 0-2        |
| 24/07/2011 | 3e place           | OCK Khouribga  | Stade Père-Jégo, Casablanca | 1-2       | Yacine Wakili 71e | Soufiane Talal 71e | 1-2        |

## Saison

### Parcours en championnat

#### Composition du championnat
Avec la relégation de la JS Kasbat Tadla et du KACM Marrakech et la promotion de l'IZK Khémisset et du CODM de Meknès.
Le Raja se retrouvent donc en compagnie de quinze autres équipes que sont :
- IZK Khémisset

- AS FAR Rabat

- WAC Casablanca

- MAT Tétouan

- JSM El Massira

- OCS Safi

- OCK Khouribga

-  FUS Rabat

-  KAC Kénitra

- DHJ El Jadida

- MAS Fès

- CRA Hoceima

- CODM Meknès

- HUSA Agadir

- WAF Fès

Cette saison représente donc la 63e année de football de l'histoire du Wydad de Casablanca, il s'agit surtout de sa 56e en première division depuis l'indépendance. On peut signaler la présence du Wydad Athletic Club club issue de la ville de Casablanca ce qui déclenchera dans la saison plusieurs derbies sans oublier les rivalités avec les FAR de Rabat et le Maghreb de Fès.

#### Calendrier du Championnat
Le calendrier est donné tel quel et en début de saison par la Fédération Royale Marocaine de Football. Toutefois, les dates des rencontres données ne sont pas fixes et peuvent être déplacées notamment pour l’organisation de certains matchs comme ceux dans les compétitions internationales pour les clubs qui y sont qualifiés.
| Phase aller | Match 1             | Match 2               | Match 3             | Match 4             | Match 5             | Match 6             | Match 7             | Match 8               | Phase retour |
| ----------- | ------------------- | --------------------- | ------------------- | ------------------- | ------------------- | ------------------- | ------------------- | --------------------- | ------------ |
| Journée 1   | A.S.F.A.R. / C.R.A. | M.A.S. / H.U.S.A.     | K.A.C. / R.C.A.     | D.H.J. / O.C.S.     | W.A.C. / I.Z.K.     | J.S.M. / W.A.F.     | M.A.T. / F.U.S.     | C.O.D.M. / O.C.K.     | Journée 30   |
| Journée 2   | C.R.A. / C.O.D.M.   | H.U.S.A. / A.S.F.A.R. | R.C.A. / M.A.S.     | O.C.S. / K.A.C.     | I.Z.K. / D.H.J.     | W.A.F. / W.A.C.     | F.U.S. / J.S.M.     | O.C.K. / M.A.T.       | Journée 16   |
| Journée 3   | C.R.A. / H.U.S.A.   | A.S.F.A.R / R.C.A.    | M.A.S. / O.C.S.     | K.A.C. / I.Z.K.     | D.H.J. / W.A.F.     | W.A.C. / F.U.S.     | J.S.M. / O.C.K.     | C.O.D.M. / M.A.T.     | Journée 17   |
| Journée 4   | H.U.S.A. / C.O.D.M. | R.C.A. / C.R.A.       | O.C.S. / A.S.F.A.R. | I.Z.K. / M.A.S.     | W.A.F. / K.A.C.     | F.U.S. / D.H.J.     | O.C.K. / W.A.C.     | M.A.T. / J.S.M.       | Journée 18   |
| Journée 5   | H.U.S.A. / R.C.A.   | C.R.A. / O.C.S.       | A.S.F.A.R. / I.Z.K. | M.A.S. / W.A.F.     | K.A.C. / F.U.S.     | D.H.J. / O.C.K.     | W.A.C. / M.A.T.     | C.O.D.M. / J.S.M.     | Journée 19   |
| Journée 6   | R.C.A. / C.O.D.M.   | O.C.S. / H.U.S.A.     | I.Z.K. / C.R.A.     | W.A.F. / A.S.F.A.R. | F.U.S. / M.A.S.     | O.C.K. / K.A.C.     | M.A.T. / D.H.J.     | J.S.M. / W.A.C.       | Journée 20   |
| Journée 7   | R.C.A. / O.C.S.     | H.U.S.A. / I.Z.K.     | C.R.A. / W.A.F.     | A.S.F.A.R. / F.U.S. | M.A.S. / O.C.K.     | K.A.C. / M.A.T.     | D.H.J. / J.S.M.     | C.O.D.M. / W.A.C.     | Journée 21   |
| Journée 8   | O.C.S. / C.O.D.M.   | I.Z.K. / R.C.A.       | W.A.F. / H.U.S.A.   | F.U.S. / C.R.A.     | O.C.K. / A.S.F.A.R. | M.A.T. / M.A.S.     | J.S.M. / K.A.C.     | W.A.C. / D.H.J.       | Journée 22   |
| Journée 9   | O.C.S. / I.Z.K.     | R.C.A. / W.A.F.       | H.U.S.A. / F.U.S.   | C.R.A. / O.C.K.     | A.S.F.A.R. / M.A.T. | M.A.S. / J.S.M.     | K.A.C. / W.A.C.     | C.O.D.M. / D.H.J.     | Journée 23   |
| Journée 10  | I.Z.K. / C.O.D.M.   | W.A.F. / O.C.S.       | F.U.S. / R.C.A.     | O.C.K. / H.U.S.A.   | M.A.T. / C.R.A.     | J.S.M. / A.S.F.A.R. | W.A.C. / M.A.S.     | D.H.J. / K.A.C.       | Journée 24   |
| Journée 11  | I.Z.K. / W.A.F.     | O.C.S. / F.U.S.       | R.C.A. / O.C.K.     | H.U.S.A. / M.A.T.   | C.R.A. / J.S.M.     | A.S.F.A.R. / W.A.C. | M.A.S. / DH.J.      | C.O.D.M. / K.A.C.     | Journée 25   |
| Journée 12  | W.A.F. / C.O.D.M.   | F.U.S. / I.Z.K.       | O.C.K. / O.C.S.     | M.A.T. / R.C.A.     | J.S.M. / H.U.S.A.   | W.A.C. / C.R.A.     | D.H.J. / A.S.F.A.R. | K.A.C. / M.A.S.       | Journée 26   |
| Journée 13  | W.A.F. / F.U.S.     | I.Z.K. / O.C.K.       | O.C.S. / M.A.T.     | R.C.A. / J.S.M.     | H.U.S.A. / W.A.C.   | C.R.A. / D.H.J.     | A.S.F.A.R. / K.A.C. | C.O.D.M. / M.A.S.     | Journée 27   |
| Journée 14  | C.O.D.M. / F.U.S.   | O.C.K. / W.A.F.       | M.A.T. / I.Z.K.     | J.S.M. / O.C.S.     | W.A.C. / R.C.A.     | D.H.J. / H.U.S.A.   | K.A.C. / C.R.A.     | M.A.S. / A.S.F.A.R.   | Journée 28   |
| Journée 15  | F.U.S. / O.C.K.     | W.A.F. / M.A.T.       | I.Z.K. / J.S.M.     | O.C.S. / W.A.C.     | R.C.A. / D.H.J.     | H.U.S.A. / K.A.C.   | C.R.A. / M.A.S.     | A.S.F.A.R. / C.O.D.M. | Journée 30   |

#### Phase Aller
La première journée de ce championnat débute le dimanche 21 août 2011 pour le Raja alors que le premier match officiel de la saison du championnat débute le 19 août 2011 et oppose le Maghreb de Fès au Hassania d'Agadir.
| Date              | No. | Adversaire     | Lieu | Résultat | Buteurs pour le Raja                                       | Références           |
| MATCHS ALLER      |     |                |      |          |                                                            |                      |
| 21 août 2011      | 1   | KAC Kénitra    | Ext. | 1 - 0    |                                                            | [ Rapport match 3 ]  |
| 21 septembre 2011 | 2   | MAS Fès        | Dom. | 1 - 1    | Hassan Souari 44e                                          | [ Rapport match 4 ]  |
| 25 septembre 2011 | 3   | FAR Rabat      | Ext. | 0 - 0    |                                                            | [ Rapport match 5 ]  |
| 16 octobre 2011   | 4   | CRA Hoceima    | Dom. | 0 - 0    |                                                            | 0-0                  |
| 23 octobre 2011   | 5   | HUSA Agadir    | Ext. | 0 - 0    |                                                            | 0-0                  |
| 29 octobre 2011   | 6   | CODM Meknès    | Dom. | 1 - 0    | Abdessamad Ouhaki 17e                                      | [ Rapport match 8 ]  |
| 15 novembre 2011  | 7   | OCS Safi       | Dom. | 2 - 1    | Ismaïl Benlamaalem 4e (pen.) Hossamdine Sanhaji 88e (pen.) | 2-1                  |
| 20 novembre 2011  | 8   | IZK Khémissat  | Ext. | 0 - 0    |                                                            | [ Rapport match 10 ] |
| 28 novembre 2011  | 9   | WAF Fès        | Dom. | 2 - 0    | Yassine Salhi 90+2e 90+4e                                  | [ Rapport match 11 ] |
| 3 décembre 2011   | 10  | FUS Rabat      | Ext. | 2 - 0    |                                                            | [ Rapport match 12 ] |
| 11 décembre 2011  | 11  | OCK Khouribga  | Dom. | 2 - 1    | Yassine Salhi 28e Driss Belaamri 40e                       | [ Rapport match 13 ] |
| 18 décembre 2011  | 12  | MAT Tétouan    | Ext. | 1 - 2    | Ahmed Jahouh 21e (csc) Yassine Salhi 45e                   | 1-2                  |
| 24 décembre 2011  | 13  | JSM El Massira | Dom. | 1 - 0    | Zakaria Jaouhari 72e                                       | 1-0                  |
| 31 décembre 2011  | 14  | WAC Casablanca | Ext. | 0 - 0    |                                                            | [ Rapport match 16 ] |
| 1er janvier 2012  | 15  | DHJ El Jadida  | Dom. | 2 - 1    | Ismail Benlamaalem 35e Mohamed Oulhaj 90+4e                | 2-1                  |

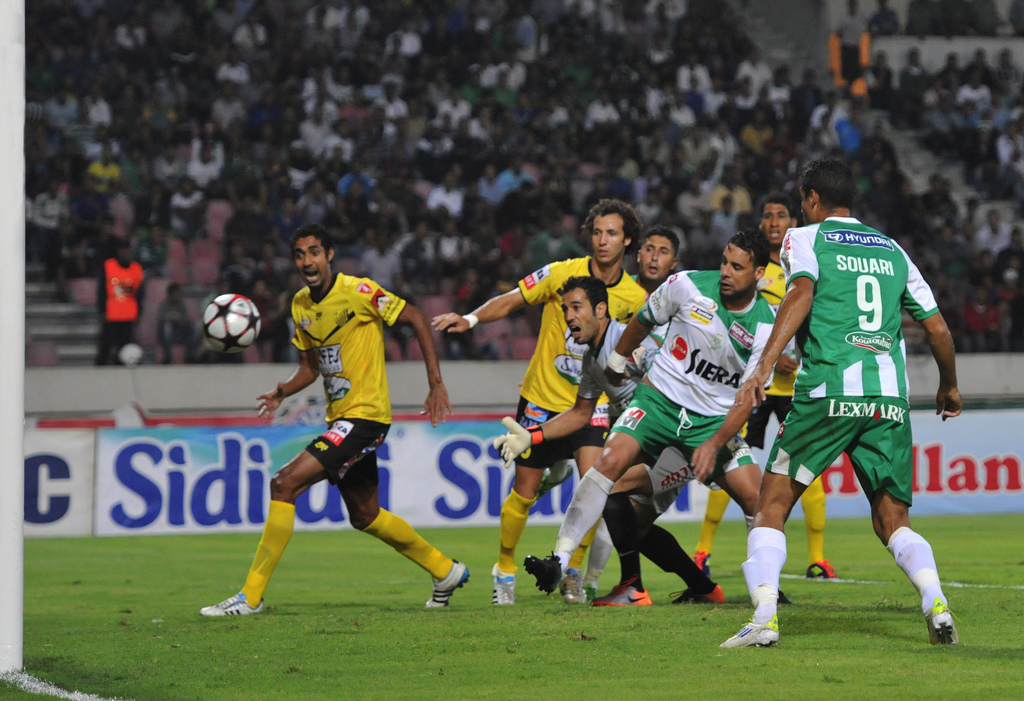
Deuxième match de la phase aller contre le Maghreb de Fès à Casablanca.

Le Raja de Casablanca négocie très mal le début de saison avec une première défaite dès la 1re journée de championnat face au KAC de Kénitra sur le score d'un but à zéro à cause d'un but encaissé vers les dernières minutes. Les verts enchaîneront quatre matchs nuls respectivement face au Maghreb de Fès par 1-1, face aux FAR de Rabat, au Chabab Rif Al Hoceima et au Hassania d'Agadir sur un score vierge par 0-0.
L'équipe casablancaise remporte son premier match qu'à partir de la 6e journée le 29 mars 2011 face au CODM de Meknès à domicile dans le Complexe Mohammed V. Le Raja enchaine une autre victoire face aux safiotes de l'Olympique de Safi sur le score de deux buts à un. Ensuite l'équipe retrouve sa poisse face à l'Ittihad Khémisset en faisant un match nul sur le score de zéro but partout avant de retrouver le chemin des buts face au Wydad de Fès par 2-0 grâce à des réalisations de Yassine Salhi dans les dernières minutes. Le premier but a été inscrit à la 92e minute et le second à la 94e minute.
Le 3 décembre 2011, le Raja affronte le leader du championnat qu'est le FUS de Rabat qui dispose d'un écart de six points. Ce match constituera ainsi sa deuxième défaite de la saison. Les verts vont ensuite enchainer une série de trois victoires respectivement face à l'Olympique de Khouribga par 2-1, face au Moghreb de Tétouan sur le même score puis une autre victoire l'opposant à la Jeunesse El Massira sur le score d'un but à zéro.
Pour la 14e journée dans le cadre du Derby de Casablanca, le Raja affronte le Wydad de Casablanca dans le Complexe Mohammed V qui accueille les deux clubs. Finalement ce derby se termine par un nul où aucune des deux équipes n'a réussi à inscrire le moindre but. Puis enfin, les verts termine cette première partie de la saison par une victoire face au Difaâ d'El Jadida sur le score de deux buts à un avec des réalisations d'Ismaïl Benlamaalem et de Mohamed Oulhaj.

#### Classement à la trêve hivernale
À l'issue de la première partie de saison, le FUS de Rabat est leader du championnat, le Raja quant à lui le suit de près et ce malgré une série de huit matchs sans victoires (six nuls et deux défaites) en championnat.
Le Raja est pour l'instant prêt à participer à la Ligue des champions de la CAF 2012 par son statut actuel de vice-champion du Maroc en étant accompagné du leader actuel, le FUS de Rabat alors que le troisième qu'est le Moghreb de Tétouan doit lui pour l'instant participer à la Coupe de la confédération 2012. Le quatrième qu'est doit quant à lui disputer actuellement la Coupe de l'UAFA 2012-2013.
Dans le bas du tableau la Jeunesse El Massira et l'Olympique de Khouribga occupent les deux dernières places du classement. Pour rappel les deux derniers du classement sont rétrogradés en Seconde division, soit le deuxième niveau dans la hiérarchisation du football marocain.
Le classement est établi sur le même barème de points qu'en Europe, c'est-à-dire qu'une victoire vaut trois points, un match nul un point et la défaite aucun point.
| Rang | Équipe                   | Pts | J  | G  | N  | P | Bp | Bc | Diff |
| ---- | ------------------------ | --- | -- | -- | -- | - | -- | -- | ---- |
| 1    | FUS de Rabat             | 33  | 15 | 10 | 3  | 2 | 18 | 7  | +11  |
| 2    | Raja de Casablanca (C)   | 27  | 15 | 7  | 6  | 2 | 13 | 8  | +5   |
| 3    | Moghreb de Tétouan       | 25  | 15 | 6  | 7  | 2 | 14 | 6  | +8   |
| 4    | Maghreb de Fès (V) (CdT) | 23  | 15 | 6  | 5  | 4 | 20 | 12 | +8   |
| 5    | Chabab Rif Al Hoceima    | 22  | 15 | 6  | 4  | 5 | 21 | 11 | +10  |
| 6    | Wydad de Casablanca      | 22  | 15 | 5  | 7  | 3 | 13 | 9  | +4   |
| 7    | Difaâ d'El Jadida        | 18  | 15 | 5  | 3  | 7 | 13 | 15 | -2   |
| 8    | Olympique de Safi        | 18  | 15 | 4  | 6  | 5 | 15 | 21 | -6   |
| 9    | Wydad de Fès             | 18  | 15 | 4  | 6  | 5 | 13 | 19 | -6   |
| 10   | Hassania d'Agadir        | 17  | 15 | 4  | 5  | 6 | 10 | 17 | -7   |
| 11   | Ittihad Khémisset (P)    | 17  | 15 | 4  | 5  | 6 | 5  | 12 | -7   |
| 12   | FAR de Rabat             | 16  | 15 | 3  | 7  | 5 | 13 | 14 | -1   |
| 13   | KAC de Kénitra           | 16  | 15 | 2  | 10 | 3 | 13 | 16 | -3   |
| 14   | CODM de Meknès (P)       | 16  | 15 | 4  | 4  | 7 | 7  | 13 | -6   |
| 15   | Jeunesse El Massira      | 15  | 15 | 4  | 3  | 8 | 11 | 15 | -4   |
| 16   | Olympique de Khouribga   | 14  | 15 | 3  | 5  | 3 | 11 | 15 | -4   |

- Champion et Vice-champion

- Troisième

- Quatrième

- Relégué

- Abréviations

T : Tenant du titre

V : Vice-champion 2010-11

CdT : Vainqueur de la Coupe du Trône de football 2010-11

P : Promus de Botola 2 2010-11

#### Phase Retour
La phase retour de ce championnat reprend le Dimanche 12 février 2012 pour le compte de la 16e journée face au Maghreb de Fès, le Raja de Casablanca est actuellement deuxième au classement.
| Date            | No. | Adversaire     | Lieu | Résultat | Buteurs pour le Raja                                                                         | Références           |
| MATCHS RETOUR   |     |                |      |          |                                                                                              |                      |
| 12 février 2012 | 16  | MAS Fès        | Ext. | 1 - 1    | Samir Malcuit 67e                                                                            | 1-1                  |
| 18 février 2012 | 17  | FAR Rabat      | Dom. | 3 - 1    | Samir Malcuit 13e Rabii Houbry 34e Hossamdine Sanhaji 42e                                    | 3-1                  |
| 26 février 2012 | 18  | CRA Hoceima    | Ext. | 0 - 0    |                                                                                              | [ Rapport match 20 ] |
| 4 mars 2012     | 19  | HUSA Agadir    | Dom. | 2 - 0    | Bouchaib El Moubarki 62e Mohamed Ashraf Salim 90+1e                                          | [ Rapport match 21 ] |
| 11 mars 2012    | 20  | CODM Meknès    | Ext. | 0 - 1    | Hossamdine Sanhaji 78e                                                                       | [ Rapport match 22 ] |
| 17 mars 2012    | 21  | OCS Safi       | Ext. | 2 - 1    | Yassine Salhi 73e                                                                            | [ Rapport match 23 ] |
| 31 mars 2012    | 22  | WAF Fès        | Ext. | 2 - 0    |                                                                                              | [ Rapport match 24 ] |
| 3 avril 2012    | 23  | IZK Khémisset  | Dom. | 1 - 0    | Mohamed Oulhaj 90+1e                                                                         | 1-0                  |
| 15 avril 2012   | 24  | OCK Khouribga  | Ext. | 1 - 1    | Mohamed Oulhaj 45+1e                                                                         | 1-1                  |
| 19 avril 2012   | 25  | FUS Rabat      | Dom. | 1 - 0    | Rachid Soulaimani 89e                                                                        | 1-0                  |
| 23 avril 2012   | 26  | MAT Tétouan    | Dom. | 0 - 2    |                                                                                              | 0-2                  |
| 29 avril 2012   | 27  | JSM El Massira | Ext. | 1 - 4    | Bouchaib El Moubarki 10e 52e Abdelilah Hafidi 68e 90+3e                                      | [ Rapport match 29 ] |
| 6 mai 2012      | 28  | WAC Casablanca | Dom. | 0 - 1    |                                                                                              | [ Rapport match 30 ] |
| 21 mai 2012     | 29  | DHJ El Jadida  | Ext. | 3 - 1    | Yassine Salhi 60e (pen.)                                                                     | [ Rapport match 31 ] |
| 27 mai 2012     | 30  | KAC Kénitra    | Dom. | 5 - 2    | Yassine Salhi 21e (pen.) 59e Bouchaib El Moubarki 57e Abdelilah Hafidi 66e Yacine Wakili 67e | [ Rapport match 32 ] |

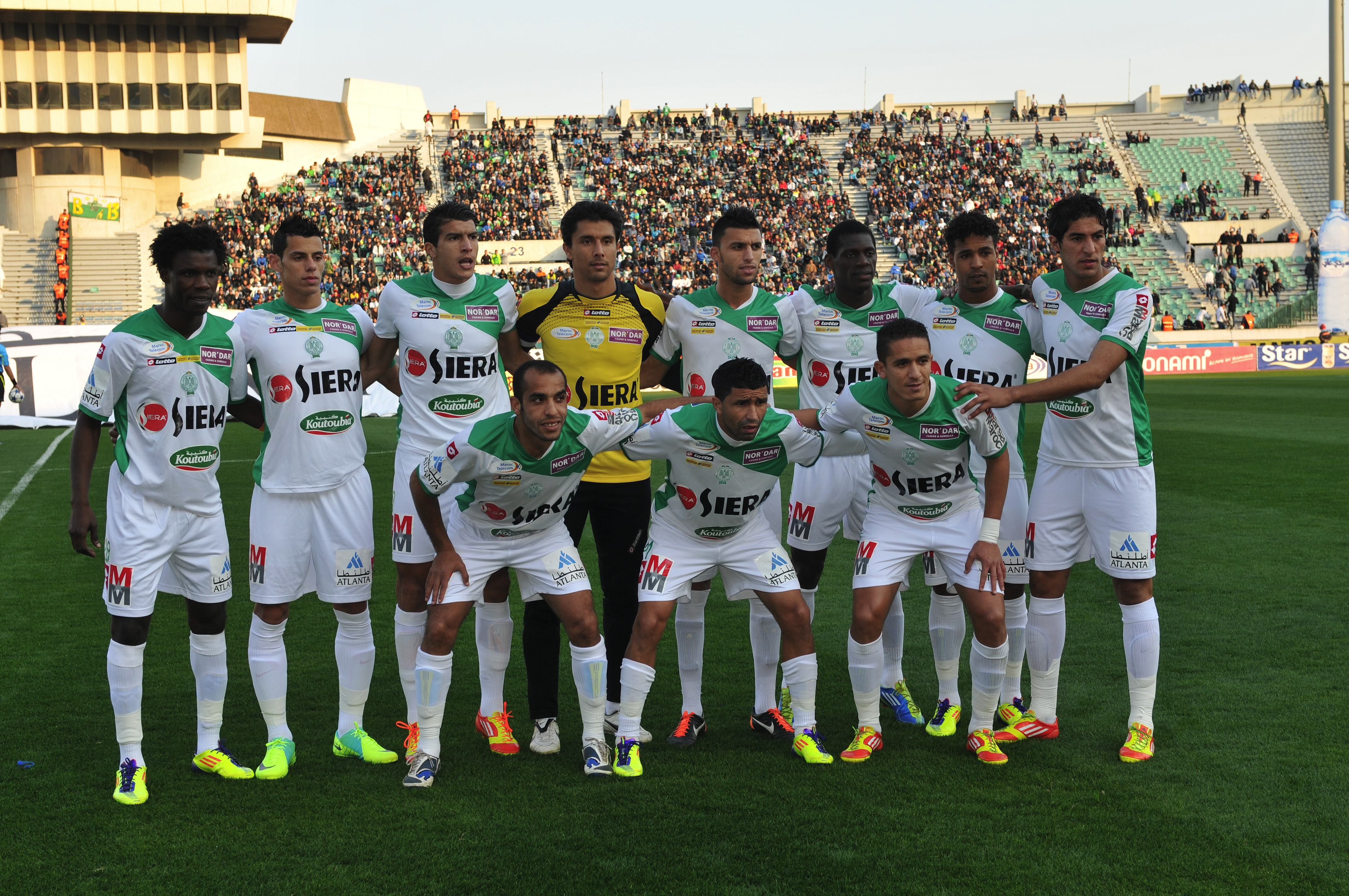
Le Raja contre l'As.Far

La phase retour débute donc le 12 février 2012 face au Maghreb de Fès cette fois-ci contrairement au match aller qui avait lieu à Casablanca se déroule cette fois-ci devant le public fassi. Ce match comptant pour la 16e journée débutera très mal pour la formation des vert puisqu'elle encaissera le premier but avant que le raja n'égalise à la 67e minute. Elle bat ensuite l'équipe militaire des FAR de Rabat par 3-1. Ici aussi lors de ce match ce sont les militaires qui ouvriront le score avant que les Casablancais ne se réveillent.
Le Raja fait ensuite un match nul face au Chabab Rif Al Hoceima avant de battre le Hassania d'Agadir par 2-0 puis le CODM de Meknès sur le plus petit des scores, un but à zéro. À Safi, l'équipe est tenu en échec par une défaite sur le score de deux buts à un. Le Raja encaisse une autre défaite face aux fassis du Wydad de Fès lors de la 23e journée qui s'est déroulé avant la 22e journée à la suite d'un déplacement face aux ghanéens en compétition africaine. Pour la 22e journée qui avait été déplacé, l'équipe réussit à retrouver du succès en battant l'Ittihad Khémisset par un but à zéro.
Ensuite pour le match retour en compétition africaine, la 24e journée est déplacée et donc après ce match en compétition africaine, le Raja dispute la 25e journée au lieu de la 24e. Cette 25e journée se terminera par un nul mais lors de la 24e, le Raja réussit à se venger face au FUS de Rabat qui lors de la phase aller avait battu lesverts sur le score de deux buts à zéro.
Le 29 avril 2012, pour le compte de la 27e journée, le Raja se déplace jusqu'à Lâayoune et réussit à écraser son adversaire sur le score de quatre buts à un avant d'enchainer deux défaites face au Wydad de Casablanca et au Difaâ d'El Jadida lors des 28e et 29e journée. Elle réussit toutefois à remporter une dernière victoire lors de la dernière journée de championnat face au KAC de Kénitra sur le score de cinq buts à deux ce qui sera insuffisant pour pouvoir espérer atteindre la 3e place détenu par le Wydad de Casablanca.

#### Classement final
À l'issue de la saison, le Moghreb de Tétouan remporte le championnat, le Raja termine quant à lui 4e avec au total 51 points soit 14 victoires, 9 nuls et 7 défaites.
Le Moghreb de Tétouan et le FUS de Rabat participeront à la Ligue des champions de la CAF 2012 puisqu'ils sont les deux premiers alors que le troisième qu'est le Wydad de Casablanca doit lui pour participer à la Coupe de la confédération 2012. Le quatrième qu'est le Raja de Casablanca participera quant à lui à la Coupe de l'UAFA 2012-2013.
Dans le bas du tableau la Jeunesse El Massira et l'Ittihad Khémisset occupent les deux dernières places du classement et sont donc relégués et rétrogradés en Seconde division, soit le deuxième niveau dans la hiérarchisation du football marocain. La Jeunesse El Massira était déjà en lanterne rouge à l'issue du cycle aller et n'a pas pu se maintenir alors que l'Ittihad Khémisset promu de seconde division, qui était à mi-saison 11e a fait une chute fatal et s'est classé en fin de saison 15e.
Le classement est établi sur le même barème de points qu'en Europe, c'est-à-dire qu'une victoire vaut trois points, un match nul un point et la défaite aucun point.
| Rang | Équipe                   | Pts | J  | G  | N  | P  | Bp | Bc | Diff |
| ---- | ------------------------ | --- | -- | -- | -- | -- | -- | -- | ---- |
| 1    | Moghreb de Tétouan       | 61  | 30 | 17 | 10 | 3  | 41 | 13 | +28  |
| 2    | FUS de Rabat             | 57  | 30 | 16 | 9  | 5  | 32 | 16 | +16  |
| 3    | Wydad de Casablanca      | 51  | 30 | 13 | 12 | 5  | 32 | 18 | +14  |
| 4    | Raja de Casablanca (C)   | 51  | 30 | 14 | 9  | 7  | 34 | 24 | +10  |
| 5    | Difaâ d'El Jadida        | 48  | 30 | 13 | 9  | 8  | 35 | 27 | +8   |
| 6    | Maghreb de Fès (V) (CdT) | 41  | 30 | 10 | 11 | 9  | 35 | 26 | +9   |
| 7    | FAR de Rabat             | 41  | 30 | 10 | 11 | 9  | 32 | 29 | +3   |
| 8    | Olympique de Safi        | 36  | 30 | 9  | 9  | 12 | 34 | 43 | -9   |
| 9    | Olympique de Khouribga   | 35  | 30 | 8  | 11 | 11 | 27 | 32 | -5   |
| 10   | CODM de Meknès (P)       | 35  | 30 | 10 | 6  | 14 | 19 | 26 | -7   |
| 11   | Hassania d'Agadir        | 35  | 30 | 8  | 11 | 11 | 22 | 31 | -9   |
| 12   | KAC de Kénitra           | 35  | 30 | 7  | 14 | 9  | 29 | 40 | -11  |
| 13   | Chabab Rif Al Hoceima    | 33  | 30 | 8  | 9  | 13 | 31 | 27 | +4   |
| 14   | Wydad de Fès             | 30  | 30 | 7  | 9  | 14 | 26 | 39 | -13  |
| 15   | Jeunesse El Massira      | 28  | 30 | 7  | 7  | 16 | 24 | 42 | -18  |
| 16   | Ittihad Khémisset (P)    | 24  | 30 | 5  | 9  | 16 | 12 | 32 | -20  |

- Champion et Vice-champion

- Troisième

- Quatrième

- Relégué

- Abréviations

T : Tenant du titre

V : Vice-champion 2010-11

CdT : Vainqueur de la Coupe du Trône de football 2010-11

P : Promus de Botola 2 2010-11

### Parcours en Coupe du Trône
| Date       | J.           | Adversaire | Lieu                        | Score | Buteurs                              |
| ---------- | ------------ | ---------- | --------------------------- | ----- | ------------------------------------ |
| 07/08/2011 | 1/16e Finale | OCS Safi   | Stade Mohamed V, Casablanca | 2-3   | Soufiane Talal 53e Yassine Salhi 57e |

### Groupe A
| Date       | J.      | Adversaire     | Lieu                                   | Score | Buteurs               |
| ---------- | ------- | -------------- | -------------------------------------- | ----- | --------------------- |
| 16/07/2011 | Match 1 | Coton Sport FC | Stade Mohamed V, Casablanca            | 0-0   |                       |
| 29/07/2011 | Match 2 | Al Hilal CS    | Al Hilal Stadium, Omdurman             | 1-0   |                       |
| 14/08/2011 | Match 3 | Enyimba FC     | Enyimba International Stadium, Enyimba | 2-0   |                       |
| 25/08/2011 | Match 4 | Enyimba FC     | Stade Mohamed V, Casablanca            | 0-0   |                       |
| 10/09/2011 | Match 5 | Coton Sport FC | Stade Roumdé Adjia, Garoua             | 2-1   | Abdessamad Ouhaki 20e |
| 29/09/2011 | Match 6 | Al Hilal CS    | Stade Mohamed V, Casablanca            | 0-0   |                       |

| Rang | Équipe         | Pts | J | G | N | P | Bp | Bc | Diff |  | Résultats (▼ dom., ► ext.) |     |     |     |     |
| ---- | -------------- | --- | - | - | - | - | -- | -- | ---- |  | -------------------------- | --- | --- | --- | --- |
| 1    | Enyimba FC     | 14  | 6 | 4 | 2 | 0 | 11 | 5  | +6   |  | Enyimba FC                 |     | 2-2 | 2-0 | 2-0 |
| 2    | Al Hilal       | 8   | 6 | 2 | 2 | 2 | 6  | 7  | -1   |  | Al Hilal                   | 1-2 |     | 2-1 | 1-0 |
| 3    | Coton Sport FC | 7   | 6 | 2 | 1 | 3 | 7  | 8  | -1   |  | Coton Sport FC             | 2-3 | 2-0 |     | 2-1 |
| 4    | Raja CA        | 3   | 6 | 0 | 3 | 3 | 1  | 5  | -4   |  | Raja CA                    | 0-0 | 0-0 | 0-0 |     |

#### Ligue des champions 2012
Grâce à son sacre de Champion du Maroc lors de la saison dernière, le Raja dispute la Ligue des champions de la CAF 2012. Il est ainsi accompagné du vainqueur de la coupe du Trône qu'est le Maghreb de Fès. Les deux équipes marocaines sont exemptées des tours préliminaires pour disputer directement les 16e de finale.
| Date       | Tour                 | Adversaire         | Lieu                         | Score | Buteurs                                              | Références           |
| ---------- | -------------------- | ------------------ | ---------------------------- | ----- | ---------------------------------------------------- | -------------------- |
| 25/03/2012 | 1/16 finale - Aller  | Berekum Chelsea FC | Coronation Park (Berekum)    | 5-0   |                                                      | [ Rapport match 33 ] |
| 08/04/2012 | 1/16 finale - Retour | Berekum Chelsea FC | Stade Mohamed V (Casablanca) | 3-0   | Mohamed Oulhaj 50e Hassan Taïr 70e Yassine Salhi 94e | [ Rapport match 34 ] |

L'équipe de Casablanca doit donc affronter en 32e de finale l'équipe ghanéenne de Berekum Chelsea le 25 mars 2012. Mais contre toute attente, les verts qui doivent se déplacer au Ghana vont commencer la compétition de façon catastrophique. Avec une première mi-temps plutôt équilibré bien que le Berekum Chelsea mène au score par un but à zéro, mais dès la seconde mi-temps en dix minutes, le Raja encaisse trois buts dont un sur pénalty puis à la 88e minute, le Berekum Chelsea augmente ce qui lui permet de remporter ce match sur le score de cinq buts à zéro. Cette humiliante défaite sur un score fleuve va être très dure à rattraper pour le club marocain qui venait de remporter le championnat lors de la saison dernière,.
Pour le compte du match retour à Casablanca le 8 avril 2012, les ghanéens confiant de leur victoire écrasante lors du match aller sur le score de cinq buts à zéro se doivent d'essayer d'encaisser le moins de but possible. Tandis que les marocains doivent obligatoirement faire l'exploit pour pouvoir espérer décrocher un billet pour les huitièmes de finales. Avec un début de match sans qu'aucun des deux clubs ne puissent inscrire un moindre but, le Raja ouvrira la marque à la 50e minute par l'intermédiaire de Mohamed Oulhaj. Suivi plus tard à la 70e minute de Hassan Taïr puis de Yassine Salhi lors de la 90e minute. Cette victoire par 3-0 ne suffira pourtant pas à se qualifier au prochain tour. Donc en cumulant les deux scores, le Berekum Chelsea élimine le Raja par 5-3.

## Statistiques individuelles

### Statistiques des buteurs
| Place           | Nom                  | Botola | Coupe du Trône | Ligue des champions de la CAF | TOTAL des buts |
| 1               | Yassine Salhi        | 8      | 1              | 1                             | 10             |
| 2               | Bouchaib El Moubarki | 4      | -              | -                             | 4              |
| 2               | Mohamed Oulhaj       | 3      | -              | 1                             | 4              |
| 4               | Abdelilah Hafidi     | 3      | -              | -                             | 3              |
| 4               | Hossamdine Sanhaji   | 3      | -              | -                             | 3              |
| 6               | Ismail Benlamaalem   | 2      | -              | -                             | 2              |
| 6               | Samir Malcuit        | 2      | -              | -                             | 2              |
| 8               | Hassan Souari        | 1      | -              | -                             | 1              |
| 8               | Hassan Tair          | -      | -              | 1                             | 1              |
| 8               | Rachid Soulaimani    | 1      | -              | -                             | 1              |
| 8               | Abdessamad Ouhaki    | 1      | -              | 1                             | 2              |
| 8               | Rabii Houbry         | 1      | -              | -                             | 1              |
| 8               | Driss Belaamri       | 1      | -              | -                             | 1              |
| 8               | Soufiane Talal       | -      | 1              |                               | 1              |
| 8               | Mohamed Achraf Salim | 1      | -              | -                             | 1              |
| 8               | Zakaria Jaouhari     | 1      | -              | -                             | 1              |
| 8               | Yacine Wakili        | 1      | -              | -                             | 1              |
| Contre son camp | Contre son camp      | 1      | -              | -                             | 1              |
| Détails         | 16 buteurs Raja      | 34     | 2              | 4                             | 40             |

### Statistiques des passeurs
| Place   | Nom                               | Botola | Coupe du Trône | Ligue des Champions 2012 | TOTAL des passes |
| 1       | Hassan Tair                       | 5      | -              | -                        | 5                |
| 2       | Yassine Salhi                     | 4      | -              | -                        | 4                |
| 3       | Bouchaib El Moubarki              | 1      | 1              | -                        | 2                |
| 3       | Yacine Wakili                     | 2      | -              | -                        | 2                |
| 3       | Rachid Soulaimani                 | 2      | -              | -                        | 2                |
| 6       | Abdelilah Hafidi                  | 1      | -              | -                        | 1                |
| 6       | Samir Malcuit                     | 1      | -              | -                        | 1                |
| 6       | Hassan Souari                     | 1      | -              | -                        | 1                |
| 6       | Hossamdine Sanhaji                | 1      | -              | -                        | 1                |
| 6       | Kouko Guehi                       | 1      | -              | -                        | 1                |
| 6       | [[Elamin Erbate\| Elamin Erbate]] | -      | -              | 1                        | 1                |
| Détails | 10 passeurs Raja                  | 19     | 1              | 1                        | 21               |

## Résultats des autres sections

### Section de basket-ball
- Classement National 1

| No | Équipe                 | Pts | J  | G  | P  | PP   | PC   | Diff |
| -- | ---------------------- | --- | -- | -- | -- | ---- | ---- | ---- |
| 1  | AS Salé                | 34  | 18 | 16 | 2  | 1572 | 1264 | +308 |
| 2  | Renaissance de Berkane | 32  | 18 | 14 | 4  | 1335 | 1201 | +134 |
| 3  | Chabab Rif Hoceima     | 30  | 18 | 12 | 6  | 1273 | 1131 | +142 |
| 4  | Wydad de Casablanca    | 30  | 18 | 12 | 6  | 1222 | 1162 | +60  |
| 5  | Maghreb de Fès         | 29  | 18 | 11 | 7  | 1258 | 1244 | +14  |
| 6  | Sport Plazza Casa      | 27  | 18 | 9  | 9  | 1305 | 1309 | -4   |
| 7  | FUS de Rabat           | 24  | 18 | 6  | 12 | 1180 | 1248 | -68  |
| 8  | Renaissance de Tanger  | 23  | 18 | 5  | 13 | 1240 | 1450 | -210 |
| 9  | KAC de Kénitra         | 21  | 18 | 3  | 15 | 1135 | 1297 | -162 |
| 10 | Raja de Casablanca     | 20  | 18 | 2  | 16 | 1135 | 1349 | -214 |

- Play-offs

- Relégué

- Relégué